# Vatroslav Lisinski
Vatroslav Lisinski, rojen kot Ignac Fuchs, hrvaški skladatelj nemško-judovskega rodu rodu, * 8. julij 1819, Zagreb, † 31. maj 1854, Zagreb.
Njegov oče je bil Slovenec Andrej Fuchs iz Novega mesta, ki se je v začetku 19. stoletja preselil v Zagreb, kjer je delal kot mesar.
Ignac je v času, ko je začel skladati, začel pod vplivom ilirizma uporabljati ime »Vatroslav Lisinski«, ki ga je izpeljal kot prevod rojstnega imena: Ignac – hrvaško Vatroslav (iz latinsko ignatius – ognjen) in Fuchs – nemško za lisica.
Lisinski je bil eden vodij ilirskega gibanja in avtor prve hrvaške opere Ljubav i zloba (Ljubezen in zloba). Znana je tudi njegova opera Porin.